# Јесења изложба УЛУС-а (2021)
Јесења изложба УЛУС-а (2021) одржала се у периоду од 18. новембра до 16. децембра 2021. године, у галеријском простору Удружења ликовних уметника Србије, односно у Уметничком павиљону "Цвијета Зузорић". Изложба је отворена под именом Ванредно стање.

## Уметнички савет УЛУС-а
- Наташа Кокић
- Јованка Младеновић
- Данило Прњат
- Кристина Ристић
- Сања Томашевић

## Излагачи
1. Александрија Ајдуковић
2. Ана Недељковић
3. Александар Паунковић
4. Јелена Паунковић
5. Александра Кокотовић
6. Александра Васовић
7. Ана Миладиновић
8. Ана Милосављевић
9. Бојан Радојчић
10. Бошко Атанацковић
11. Димитрије Пецић
12. Ивана Драгутиновић Соколовски
13. Драгана Жаревац
14. Дејан Марковић
15. Филип Ристић
16. Грегор Мобиус
17. Кабадаја Горски
18. Гриша Масникоса
19. Игор Зензеровић
20. Наташа Милојевић
21. Иван Грубанов
22. Иван Петровић
23. Јелена Илић
24. Лидија Мићовић
25. Марија Ковачевић
26. Марија Кућан
27. Марина Томић
28. Милана Лана Пауновић
29. Милица Ђорђевић
30. Мирон Мутаовић
31. Никола Радосављевић
32. Неда Ковинић
33. Нина Шумарац
34. Немања Лађић
35. Радмила Дуда Лудошан
36. Сања Анђелковић
37. Сара Масникоса
38. Синиша Илић
39. Селма Ђулизаревић Карановић
40. Срђан Вељовић
41. Стеван Којић
42. Тамара Агић
43. Тамара Јокић
44. Тијана Пакић
45. Todd Ayoung
46. Вида Станисавац Вујчић
47. Владимир Милановић